# Radostin Wasilew
Radostin Petew Wasilew, bułg. Радостин Петев Василев (ur. 1 stycznia 1985 w Plewenie) – bułgarski prawnik i polityk, poseł do Zgromadzenia Narodowego, od 2021 do 2022 minister.

## Życiorys
Ukończył studia prawnicze na Uniwersytecie Sofijskim im. św. Klemensa z Ochrydy. Uzyskał uprawnienia adwokata, podjął praktykę prawniczą w Sofii, specjalizując się w prawie cywilnym i handlowym. Zajął się również międzynarodowym prawem sportowym, był pełnomocnikiem w postępowaniach przed FIFA, UEFA i Sportowym Sądem Arbitrażowym. Autor publikacji poświęconych regulacjom prawnym dotyczącym sportu.
Zaangażował się w działalność polityczną w ramach ugrupowania Jest Taki Lud. W wyborach w kwietniu 2021 uzyskał mandat posła do Zgromadzenia Narodowego 45. kadencji. Utrzymywał go również w wyniku głosowań z lipca 2021 i listopada 2021.
W grudniu 2021 objął stanowisko ministra sportu w nowo utworzonym rządzie Kiriła Petkowa. Jeszcze w tym samym miesiącu kierowany przez niego resort przekształcono w ministerstwo młodzieży i sportu. W czerwcu 2022, wkrótce po wystąpieniu jego partii z koalicji rządowej, zrezygnował z członkostwa w ITN. Urząd ministra sprawował do sierpnia tegoż roku.
W wyborach z października 2022 jako kandydat formacji Kontynuujemy Zmianę został wybrany do parlamentu kolejnej kadencji. W kwietniu 2023 z powodzeniem ubiegał się o reelekcję. W maju 2023 wystąpił z frakcji swojego ugrupowania.
Stanął później na czele nowego ugrupowania poza nazwą Moralność, Jedność, Honor. Formacja ta w wyborach z października 2024 przekroczyła próg wyborczy, a jej lider uzyskał wówczas mandat posła 51. kadencji.